# HD 16247
HD 16247，又名BD+07 402，SAO 110640、HR 766，是一颗恒星，视星等为5.81，位于銀經162.83，銀緯-46.83，其B1900.0坐标为赤經2h 31m 17.1s，赤緯+7° -46.83′ 41″。